# Almenar
Almenar – gmina w Hiszpanii, w prowincji Lleida, w Katalonii, o powierzchni 66,47 km². W 2011 roku gmina liczyła 3653 mieszkańców.